# Convergys
Convergys Corporation はオハイオ州シンシナティに本社を置く企業。主に大企業向けのCRMおよび情報管理の製品またはサービスを販売している。
取り扱うCRM製品は、オペレーターによって提供されるサービスや、顧客が自力で解決できるようにするサービス、カスタマーケアのソフトウェアなどがあり、情報通信、金融、テクノロジー、小売業、ヘルスケア、政府機関など、様々な業種に合わせて提供されている。情報管理サービスには、請求一本化やBSS（ビジネスサポートシステム）があり、売上管理、製品・オーダーマネジメント、カスタマーケアマネジメントなどのサービスが、電話会社、公共サービス、ケーブルテレビ・衛星放送・ブロードバンドサービス提供会社向けに提供されている。31カ国に、約13万人の従業員を擁している。

## 歴史

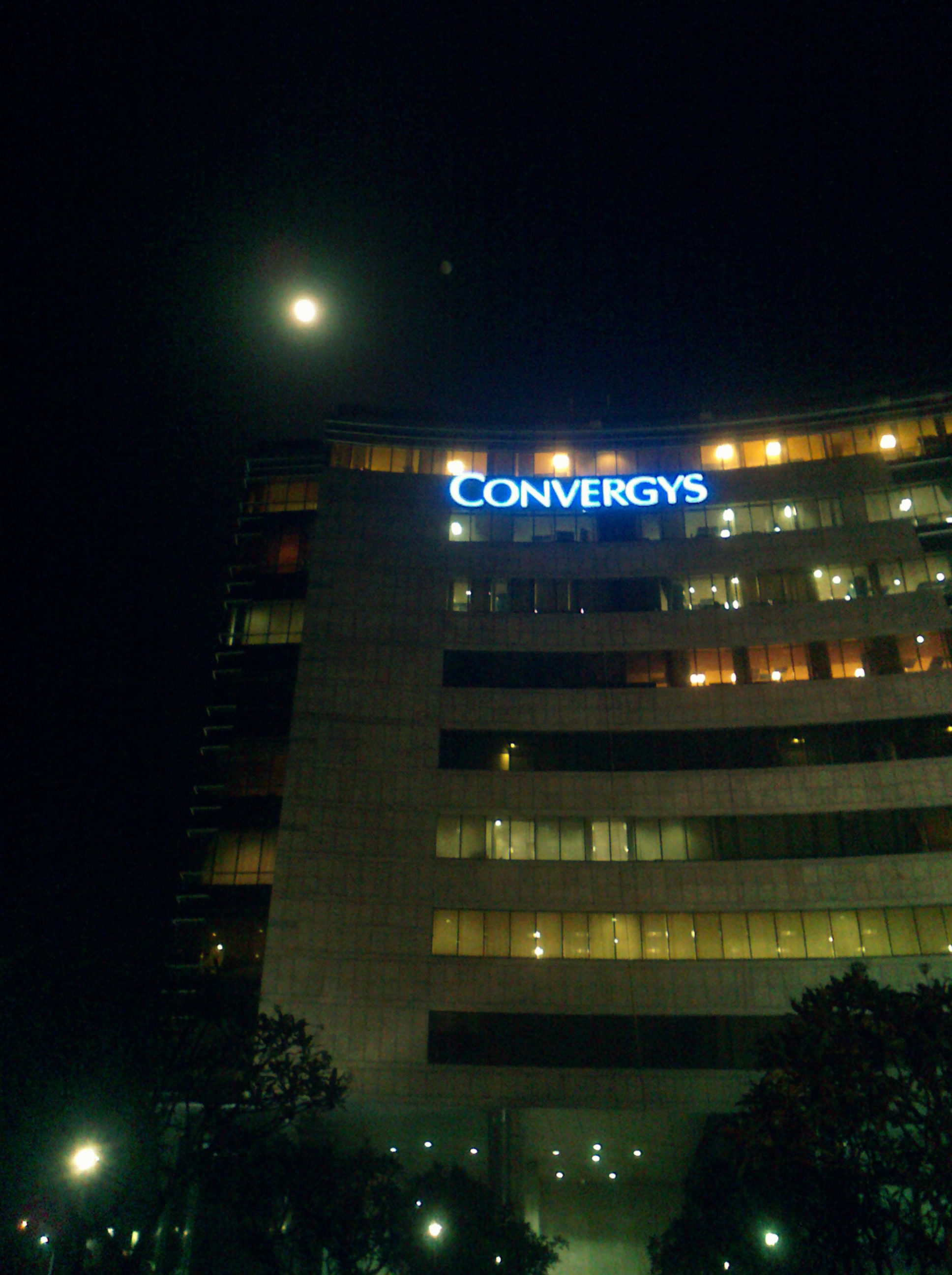
インドのグルガーオンにあるConvergysのオフィスの一つ

Convergysは、en:Cincinnati Bellのグループ企業であるCincinnati Bell Information SystemsおよびMatrixxからスピンオフした会社である。（MATRIXXはAT&T Solutions Customer Care (旧 AT&T American Transtech)の子会社であったが、1998年8月にCincinnati Bellに売却されている）1998年8月に行ったIPOによって、完全に独立した会社となった。 その後はオハイオ州シンシナチに本社を構え、多数の企業を買収している。
Convergys は2010年3月、自社の人事部門をNorthgateArinsoへ売却した。
2012年3月22日には、日本のテクノロジー企業であるNECは、Convergysの情報管理業務部門を約449億ドルで買収することを発表した 。
2012年、フィリピンへの参入から8年が経過し、18センターと26,000人の従業員を抱えるConvergys Philippinesは、同年の International ICT Awardsにおいて、"BPO Employer of the Year"に認定された。
2013年4月30日、Convergysは、ニュージーランドに拠点を置くDatacomから、クアラルンプールとマニラでのコールセンター業務を2千万ドルで買収した。
2014年6月6日、ConvergysとStream Global Servicesは最終的な合併合意に入ったことを発表した。これはConvergysがSreamを総企業価値である現金8億2千万ドルで買収するというもので 、2015年3月3日には買収が完了し、Convergysはアウトソーシング業界で第2位のBPOプロバイダーとなった。またこの合併によりConvergysのビジネス規模は31カ国、150センターとなり、従業員数は47ヶ国語を対応する約13万人となった。
2015年11月1日、Convergysは新感覚の双方向Webサイト（リニューアルされたソリューション事例紹介と人材募集ページ）を公開した。